# Budge (Lammfellart)
Als Budge (boge, bogey, bogy, bugeye) wurde im Mittelalter eine Art nach England importierter, ursprünglich eigentlich naturschwarzer Lammfelle bezeichnet. Ein englisches Wörterbuch erwähnt als eine Besonderheit von Bogy- beziehungsweise Budge-Pelz, dass er mit dem Haar nach außen getragen wurde.
Der in englischen Dokumenten seit dem späten 13. Jahrhundert übliche Name findet sich anderswo nur sehr selten. Die Bezeichnung dieser, in der Zeit in englischen Aufzeichnungen wohl am häufigsten erwähnten Lammfellart leitet sich von dem Ortsnamen Bougie ab, einem kleinen maurischen Königreich in Nordafrika, einem florierenden Handelszentrum vom 11. bis zum frühen 14. Jahrhundert. Von hier wurden im 13. Jahrhundert „peleterie d'aigniaux“ nach Brügge exportiert.
Der Rauchwarenhändler Francis Weiss schrieb, dass die Gebiete nördlich des Oxus (Amudarja) schon immer für die Edellämmer von großer Bedeutung waren. Seine Vermutung, das Wort Budge für feine Lammfellartikel könnte von „Boghery“, abgeleitet sein, das „wahrscheinlich die Bukhara ist“, die Heimat der schwarzen Karakullammfelle, ist wohl falsch.
Während Persianer, das Lammfell des Karakulschafs, vor allem in der Farbe Schwarz (naturschwarz, zusätzlich schwarz gefärbt), im 20. Jahrhundert ein bedeutender Modeartikel für Frauen war, wurde das schwarze Budge im Mittelalter wohl nur im Zusammenhang mit Männerkleidung erwähnt.

## Geschichte

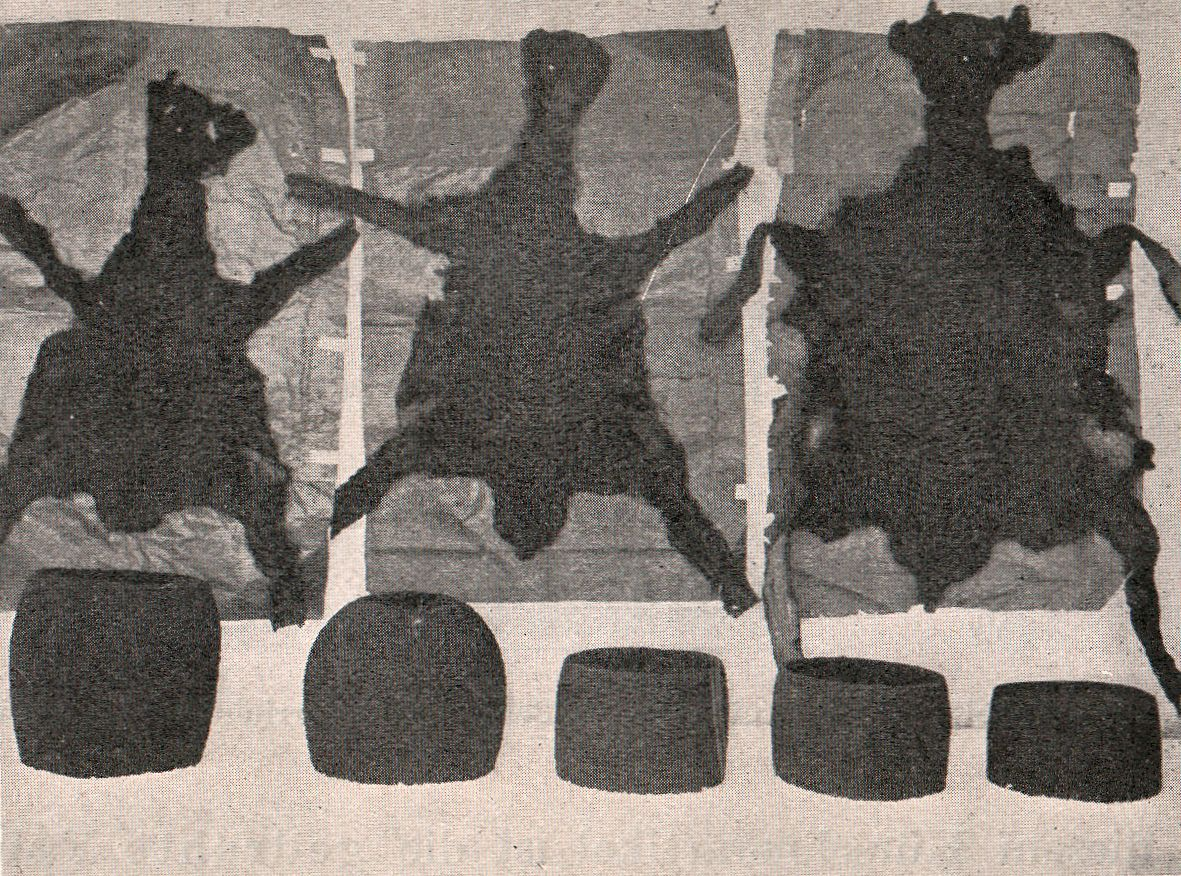
Lammfelle aus der Bucharei und daraus gefertigte Mützen (1914)

Ein Händler aus Genua sandte 1262 einen Ballen „aginarum de Buzea“ auf die Champagnemessen. 1262 wurde für ein „peaulx de Bougie“ Zoll bezahlt, das entlang der Seine transportiert wurde. Händler aus Santander führten für Southampton und Sandwich bestimmte Budge und Kaninfelle mit sich, als ihr Schiff bei Dartmouth in einen Sturm geriet. Ein Händler aus Lynn verlud neben anderen Gütern Budge in Poitou. Thomas Humfrey aus Paris brachte 1305 eine Sendung Budge und Pelze im Wert von 25 £ nach Sandwich, 1307 eine andere im Wert von 150 £ nach London.
Während des 14. Jahrhunderts beschränkte sich die Bezeichnung nicht mehr auf die über Bougie gehandelten Lammfelle, der Begriff wurde auf Lammfelle aus anderen Mittelmeerländern ausgedehnt, insbesondere waren im frühen sechzehnten Jahrhundert die feinen spanischen Lammfelle und Lammfelle aus der Lombardei unter den Bezeichnungen „Rommenie“ oder „Rumney Budge“ bekannt. In einer Zeit, in der politische Schwierigkeiten den baltischen Handel mit Fellen behinderten, brachten ähnliche Probleme schließlich den Handel mit spanischen Budge fast zum Erliegen. Diese Lammfelle hatten den Londoner Kürsschnern etwa ein halbes Jahrhundert lang eine modische und preisgünstige Alternative zu den teureren russischen Budge – bei uns als Persianer- oder Karakulfelle gehandelt – geboten. Budgefelle waren bis dahin sowohl in Schwarz als auch in Weiß, in verschiedenen Qualitäten und zu vernünftigen Preisen erhältlich gewesen. Die feinsten schwarzen galten um 1535 immerhin als fein genug für königliche Gewänder. Die Beinteile, im Deutschen als „Klauen“ bezeichnet, wurden für preisgünstigere Innenfutter gebraucht. Obwohl ein Teil, der als „Rommenie“-Budge bezeichnet wurde, aus Norditalien stammte und möglicherweise noch Lammfelle aus anderen Teilen des Mittelmeerraums unter dem Namen Budge zusammengefasst wurden, ist es wahrscheinlich, dass der Großteil dieser Felle im späteren 15. Jahrhundert aus Spanien stammte; manchmal wurden die Felle ausdrücklich als „Bugy de Spayne“ beschrieben. Der allgemeine Handel mit Spanien, der zu Beginn des 14. Jahrhunderts recht erfolgreich gewesen war, sah sich in dessen dreißiger und vierziger Jahren in Anbetracht sich anbahnender Unruhen mit immer größeren Schwierigkeiten konfrontiert. So kam es, dass die Einfuhr von Budge in der Mitte des Jahrhunderts stark zurückging und dass ein Großteil der im Juli 1656 und Januar 1550 eingeführten Budge jetzt aus der Lombardei kam. Auch wandten die Londoner Kürschner sich zunehmend in größerer Menge anderen, aus dem Baltikum kommenden Fellarten zu.
Auch der Name „Pampelion“, ein im späten fünfzehnten und frühen sechzehnten Jahrhundert beliebter Pelz, wurde für Lammfelle verwendet, die vermutlich aus Pamplona, der Hauptstadt von Navarra, stammten. Sie waren schwarz und offenbar wertvoller als andere schwarze Budge. Die interessanteste Bedeutungserweiterung zu dieser Zeit ist die Bezeichnung „Orkynnay-Budge“, für Lammfelle die vermutlich von den Orkney-Inseln kamen.

„Shanks [Schenkel]: Pelze, die aus den Beinfellen der Budge hergestellt werden, manchmal ausführlicher bezeichnet als „panes de tibiis Bog' nigr'“.“

„Tavelon, tavillion: Häufig verwendet, um ein Bündel von vier Beinteilen des schwarzen Budge zu bezeichnen, manchmal aber auch allein, um die einzelnen Schenkel zu bezeichnen.“

Sogar die Londoner Frauen trugen in der Öffentlichkeit mit baltischem Feh oder „edlem“ Budge verbrämte, „Hoods“ (Kapuzen) genannte Gewänder, sehr zum Ärger der guten Bürger. Geoffrey Chaucer (um 1342/1343–1400), als er die „Habsucht“ beschrieb, bildete er sie in einem mit Lamm gefütterten Gewand ab. Zwischen 1338 und 1353 ordnete die Stadt an, dass gewöhnliche Frauen keine mit Budge oder Wolle besetzte Kleidung tragen sollten. Und bald darauf wurde verordnet, dass Frauen mit unmoralischem, bösen Leben keine Hoods mit Pelz tragen sollten, „außer mit Wolle von Lämmern oder Kaninchen usw.“
Im mittelalterlichen England, wie auch andernorts, waren durch Kleiderordnungen zeitweilig bestimmte, hochwertige Kleidungen nur höheren Ständen und dem Klerus vorbehalten. Das erste dieser Statuten, das von 1337, besagte, dass das Tragen von Pelzen jeglicher Art ein Privileg derjenigen von edler Geburt waren. Jedoch zwanzig Jahre später, ein Gesetz von 1363, in einer Zeit großer Veränderungen, berücksichtigte die Sinnlosigkeit einer so engen Beschränkung, es führte eine Liste von Pelzarten ein, welche als angemessene Kleidung für die jeweilige Klasse der Gesellschaft angesehen wurden. Es bestimmte, nur Handwerker wie Fuhrleute und Hirten, Viehzüchter und Getreidedrescher, Dienstboten verschiedener Art und diejenigen, die weniger als vierzig Shilling Wert an Gütern besaßen, waren ausgeschlossen. Eine abgestufte Skala unterschied den Adel, die Kleriker und die reicheren Bürger, die Hermelin, Lettich (weißes Wieselfell, eine preiswertere Alternative zu Hermelinfell), baltisches Eichhörnchen und Budge, also die feinen importierten Fellarten, tragen durften, von den übrigen, mit nur Lamm-, Kanin-, Katzen- oder Fuchsfellen aus größtenteils einheimischem Ursprung. Diese Unterscheidung wurde in dem Gesetz detailliert festgelegt: Ritter und Damen mit einem jährlichen Einkommen über 266 ₤. 13 s. 4 d. konnten Miniver und Gris (Grauwerk) tragen; weniger wohlhabende Ritter und Beamte nur Verbrämungen aus Hermelin und Lattice an ihren Hoods; Esquires mit jährlich Einnahmen von 200 ₤ und mehr und Kaufleute mit einem Einkommen von 1000 ₤, Hood-Verbrämungen aus Miniver (Wieselfell). Unterhalb dieser Klassen befanden sich Esquires, Herren unterhalb des Ritterstandes mit Ländereien im Wert von 100 ₤, Schreiber mit weniger als 133 ₤. 6 s. 8 d. Gehalt und Bürger und Handwerker bis einem Einkommen von 500 ₤ pro Jahr, die in Gruppen zusammengefasst und vermutlich auf das Tragen von Budge beschränkt wurden. Andere, wahrscheinlich die Mehrheit der in den Städten und Dörfern arbeitende Bevölkerung, musste sich mit Lamm, Kaninchen, Katze und Fuchs bescheiden.
Eine bedeutende Änderung der Kleiderordnung brachte ein Gesetz des Jahres 1509. Es legte erstmals fest, dass, mit wenigen Ausnahmen, niemand unter dem Rang eines Gentlemans „Pelze verwenden oder tragen durfte, von denen es in diesem Land, England, Irland oder Wales, keine vergleichbare Art gibt.“. Ein Gesetz von 1532, das gemäßigter wurde, in der Hoffnung, dass es damit auch wirklich eingehalten würde, erlaubte denjenigen, die mehr als 100 Pfund im Jahr ausgeben konnten, das Tragen von Steinmarder, grauen Genetten und Budge, sowie Fellen „englischer, walisischer und irischer Herkunft“.
Thomas of Lancaster, (um 1278–1322) erwarb in den Jahren 1313/14 für Livreen 391 Innenfutter aus Budge für die Barone, Ritter und Schreiber, 123 Futter für die Winterkleidung der Knappen, außerdem 14 Budges für die Surcots, 13 Hoods aus Budge für die Schreiber und 75 Lammfelle für die Sommerlivreen. John Fastolf (um 1378–1459), englischer Ritter und Heerführer während des Hundertjährigen Krieges, hatte beispielsweise mit Biber, Marder und Budge gefütterte Gewänder. Der wohlhabende, mit vielen Ämtern betraute englische Geistliche Bogo de Clare (1248–1294) kleidete sich in feinstes Feh und in Budge. In Durham trug im 14. Jahrhundert nicht nur der Prior einen mit Budge gefütterten Pilch und Rock. Nicht nur Anwälte wie Justices of the Bench des obersten Gerichts und Barons of the Exchequer, sondern auch viele weniger angesehene Praktiker trugen Budge oder Miniver, das schwarz getupfte Hermelin.
In den Jahren 1285 bis 1288 wurden für den Haushalt Eduards I., neben einer großen Anzahl von Edelfellen, 3300 Budge und andere Lammfelle angeschafft.
Die Pelzzurichtung und -verarbeitung fand fast ausschließlich in London statt, wo sich um Garlick Hill am Bach des Walbrook ein eigenes Zentrum der Fellgerber entwickelte. Hugh le Despenser, 1. Baron le Despenser († 1265), letzter Chief Justiciar Englands, erwarb die Livrees aus Budge für seine Leute ebenfalls in London. Der Kürschner William Jenyns hatte, etwa 1520, einen Kunden, Thomas Fouler aus Essex, der ihm schwarze Budge brachte, damit er daraus ein Innenfutter für dessen Gewand herstellte. Da die Felle nicht ausreichten konnte er den Auftrag nicht zu Ende ausführen. Thomas kaufte deshalb zusätzlich für 40 Shilling Felle von Thomas Spencer, „einem Mann von großem Vermögen und Ansehen in der Stadt“, der an diesem Tag zufällig bei Jenyns im Haus war. William Jenyns lieferte das fertig gearbeitete Teil an Fouler, wurde jedoch später von Spencer verklagt, da Fouler die 40 Shilling nicht bezahlt hatte.
Kurz nach 1405, als die erste Ernennung eines Kürschners zum Hofkürschner des Königs erfolgte, ist, neben diversen anderen Ämtern, „the King’s skinner“ Henry Barton, Bürger und Fellhändler, in einer königlichen Livree mit weißem Budge abgebildet. Immer wieder wird Budge in den Unterlagen der Königlichen Kleiderkammer erwähnt. Bei der Verteilung im Jahr 1330 erhielten 43 Gelehrte der Universität von Cambridge zusammen 13 Stoffbahnen, 43 Lammfelle und fünf Hauben aus weißem Budge. 1338 bekamen 29 Stipendiaten des Königs eine Robe, einen Tabard mit Lammfell, fünf Schüler einen langen Tabard mit Pelz und Budge-Hoods. Allerdings heißt es gleichzeitig, diese Budge-Hoods wären aus Schafwolle gefertigt worden. Thomas Powys bekam am 24. August 1330, als er in Cambridge mit dem Jurastudium begann, 7 Ellen Stoff, Pelz für seinen Mantel und seinen langen Tabard sowie eine Hood aus weißem Budge.
In der Charta von 1327 wurde die Standardgröße für Fehfutter vorgeschrieben, die Größe für Futtertafeln aus Budge und Lamm wurde gleichzeitig festgelegt. Felle unterschiedlicher Qualität sowie getragenes und neues Material durfte nicht zusammen verarbeitet werden, von Second-Hand-Kleidung abgetrennter Pelz durfte nicht gehandelt werden. 1365 wurde verordnet, dass es den Tawyers, den Gerbern von Weißleder, verboten war, Pelzwaren zu kaufen oder zu verkaufen, einschließlich alter Budge-Felle, die neu veredelt worden waren, oder als Makler zwischen Händlern von Fellen zu agieren. Im Jahr 1438 änderten die Londoner Kürschner ihre Verordnungen aus 1288 und 1327, da sie nicht mehr den Anforderungen des Modewechsels entsprachen. Jetzt wurde die Länge der Futter angegeben, in welche die verschiedenen Felle gearbeitet werden sollte. Hermelin sollte auf eine Länge von 8 Inch, Zobel, Marder und Foynes auf 12 Inch, Biber auf 14 Inch, verschiedene Arten von Eichhörnchen auf 5 ½, 6 und 7 Inch, Budge und Otter nach individueller Fellgröße gearbeitet werden. Diese Pelzhalbfabrikate wurden später den Maßen des jeweiligen Kleidungsstückes des Kunden angepasst. Die Felle kauften die Londoner Kürschner nicht immer selbst auf dem Kontinent ein. Ein hanseatischer Kaufmann führte beispielsweise Häute, Flachs und Wachs über Hull ein, oder ein Kaufmann, der nach Spanien ging, erhielt das Geld, um Budge zu kaufen und den Versand nach London zu organisieren.
Richard II. (1367–1400), bekannt als Kenner der Kunst und der Mode, kaufte zwischen 1392 und 1394 jährlich im Durchschnitt 108.680 Felle, davon 652 Budge. Im 15. Jahrhundert wandte sich der Pelzgebrauch von Miniver und Hermelin mehr wertvolleren nördlichen Fellarten zu, wie Zobel, Baummarder, aber auch zu den aus Südwesteuropa kommenden schwarzen Budge-Lammfellen. Heinrich VIII. und sein Sohn gaben besonders viel für Pelze aus, insbesondere Zobel. Ihr Hofstaat trug erheblich unterschiedlichere Fellarten. Roben aus weißen oder schwarzem Samt waren mit Hermelin besetzt, gelber Samt mit Leopardfell, rostroter Samt mit schwarzem Kaninfell, schwarzer Damast oder karmesinroter Stoff mit Marder oder schwarzem Budge. Auch sozial weniger hochgestellte Personen besaßen Pelzkleidung verschiedener, teils hochwertigster Fellarten. Als ein Londoner Händler 1532 starb, hinterließ er zwei mit Zobel gefütterte Gewänder, andere mit Marder und schwarzem Budge gefüttert. Ein Stadtrat aus Norwich besaß 1516 mit Iltis, schwarzem Lamm, weißem Budge, Calabre (Eichhörnchenfelle, gehandelt über Kalabrien, Italien) und Nerz gefütterte Kleidung; im darauffolgenden Jahr hatte ein Handelsgehilfe Kleidung gefüttert mit Fuchs, Kaninchen und Budge.
Sir John Gage, unter Heinrich VIII. Kanzler des Duchy of Lancaster, starb 1556 im für damals hohen Alter von 77 Jahren. Er hinterließ zehn Gewänder und Soutanen, alle aus schwarzem Samt, Taft oder Damast, drei davon waren pelzgefüttert, mit Zobel, Marder und Budge. Weiterhin gehörten ihm zwei „Cotes“, Obergewänder, eines üppig mit Luchs versehen, das andere luchsverbrämt und mit weißem Lamm gefüttert. Stoffgewänder waren an sich bereits häufig sehr kostbar, wer es sich leisten konnte und wollte, schmückte diese prächtigen Kleidungsstücke gelegentlich zusätzlich mit teurem Pelz. Ein Innenfutter aus schwarzem Budge für einen Morgenmantel aus schwarzem Damast kostete im Jahr 1543 bereits 42 Pfund, Zobel waren fast unerschwinglich.
Hermelin-, Zobel- und Marderfelle wurden im 15. Jahrhundert zunehmend nur für den äußeren Kleiderbesatz verwendet, sie galten meist als zu wertvoll und einige auch zu auftragend, um sie als Futter zu verwenden. Für das Futter wurden flachere und weniger wertvolle Felle genutzt, meist in der gleichen Farbe, die Verwendung von Eichhörnchenfellen ging zurück. So wurden die Innenfutter aus den Bauchfellseiten der Marderfelle gefertigt und außen mit Rückenfellen bester Qualität veredelt; oder Futter aus Leoparden-Bauchfellen wurden zusammen mit Luchsfellen verarbeitet, oder solche aus Lammklauen mit dem besten Budge kombiniert.
Abbildungen der Zeit mit Kleidung in England aus schwarzem Lammfell scheinen nicht auffindbar, vielleicht wegen der schwierigen, erkennbaren Darstellung von schwarzem Fell. Auch fehlte dem Material die Eigenschaft eines Attributs einer Standeszugehörigkeit, wie beim Hermelinfell oder dem Feh.

### Budge Row

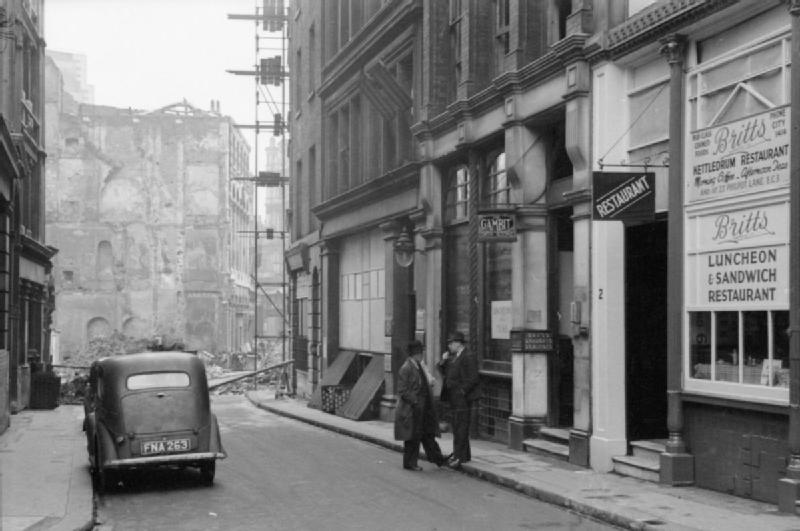
Zwei Männer vor dem Eingang des Gambit Café, dem Schach-Raum in der Budge Row (1944)

Ein weiteres Zentrum der Londoner Kürschner neben Garlick Hill befand sich um die im Jahr 1119 zum ersten Mal erwähnte Straße „Budge Row“. Hier hatten früher die Lammfellhändler ihre Lager, getrennt von den übrigen Kürschnern.
Eine Verordnung der Kürschnergilde verlangte, dass alle Kürschner, welche die Stadtfreiheit besaßen, die „Freedom of the City“, im Stadtbezirk Cornhill, in Wall-Brook oder auf der Budge Row leben sollten: „Denn wenn sie nicht zusammen in den genannten Straßen wohnen, können die Aufseher ihre Pflicht nicht ordnungsgemäß erfüllen oder sie nicht besuchen, und dann können diejenigen, die anderswo in fremden Straßen wohnen, in dem besagten Gewerbe gegen die oben genannten Verordnungen betrügen, ohne dafür bestraft zu werden“. In zeitgenössischen Beschreibungen über den Umzug der „Lord Mayor's Show“ wurde berichtet, dass „die Budge-Gesellen in maßvoller Reihenfolge marschierten, gekleidet in blaue Gewänder, besetzt mit Budge-Pelzen“.
Die Budge Row liegt an der Nordseite der Cannon Street, etwa 80 Meter westlich des Hauptbahnhofs. Um etwa 1600 war die Umgebung eng mit dem Bekleidungshandel verbunden. Entlang der Cannon Street hat es hier wahrscheinlich nur wenig andere Berufe als Tuchmacher und Fellhändler gegeben. In den angrenzenden Gassen und Höfen waren die Frauen der Händler damit beschäftigt, Kleidungsstücke für die Verkaufsstände anzufertigen. Die Skinners Company, die Gilde der Kürschner, errichtete im Jahr 1327 ihre Halle im nahegelegenen Dowgate Hill und hält seitdem ihre Versammlungen dort ab.
Nach dem Zweiten Weltkrieg (1939–1945) hat sich auf der Budge Row viel geändert, heute ist sie eine asphaltierte Fußgängerzone. Am südlichen Ende wird sie von einem 13-stöckigen Büroblock überdeckt. Auch die Straßenrichtung wurde geändert. Schachfans aus der ganzen Stadt reservierten sich hier eine Zeitlang einen der Schachtische im Gambit Café.
Die St. Antholin-Kirche stand am nördlichen Ende der Straße, an einer Stelle, an der sich zuvor drei Vorgängerkirchen befanden. Die erste Kirche wurde wahrscheinlich im 12. Jahrhundert gegründet, der vollständige Wiederaufbau erfolgte um 1400 und erneut im Jahr 1513. Am Montag, dem 3. September 1666 begann an der Watling Street der Große Brand von London. Es ergriff St Mary Aldermary auf der anderen Straßenseite und sprang dann auf St Antholin, das innerhalb von Minuten völlig ausbrannte und die Glocken zerschmelzen ließ. Christopher Wren schloss den Wiederaufbau im Jahr 1682 ab, obenauf kam ein ungewöhnlich schlanker Turm. Im Jahr 1874, erklärte die Diözese St. Antholin’s für überflüssig und riss das Bauwerk ab. Der Turm wurde für fünf Pfund als Schrott verkauft, der Käufer stellte den oberen Teil in seinem Garten von Roundhill House in Sydenham im Stadtteil Kent auf.

## Zahlen

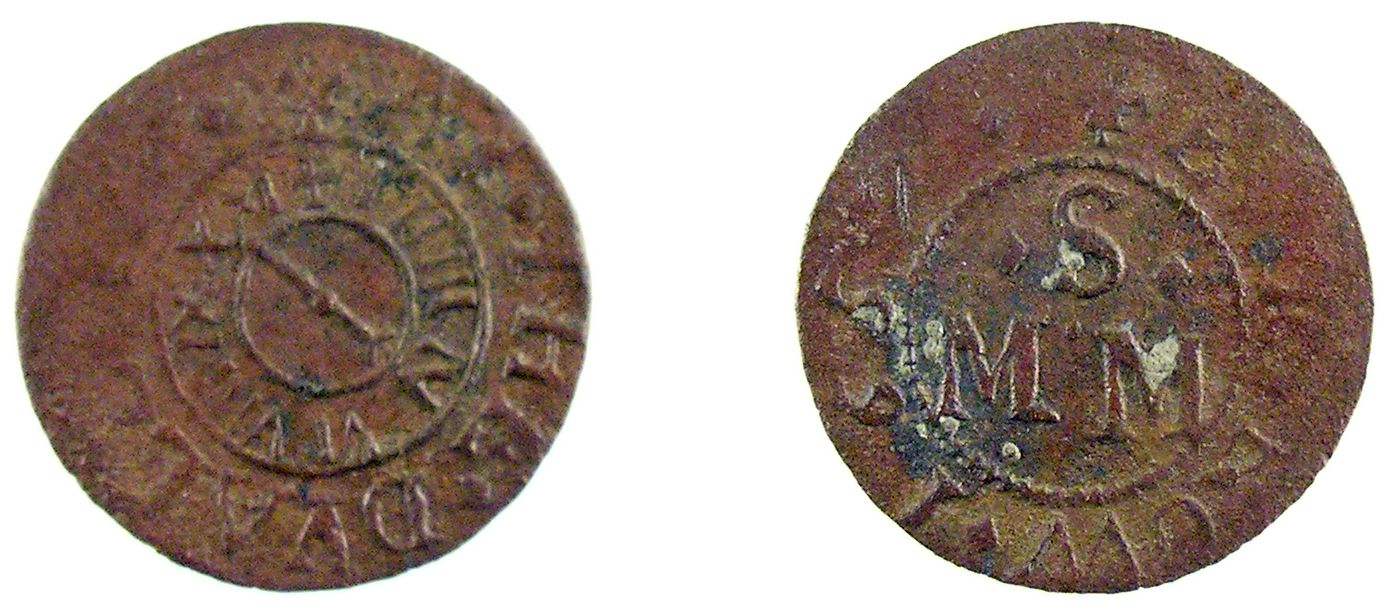
Spätmittelalterliche Kupfermünzen (1657), Fund auf der Budge Row

Einer Aufstellung von nach England eingeführten Felle sind für Budge für verschiedene Zeiträume folgende Stückzahlen zu entnehmen, teils mit Wertangabe:
| 1348, von Juli-Michaelis  | 4.000 Stück, Wert 42 £   |
| 1390, Michaelis-Michaelis | 3.965 Stück, Wert 25 £   |
| 1438, Michaelis-Michaelis | 9.200 Stück, Wert 61 £   |
| 1480, Michaelis-Michaelis | 550 Stück, Wert 7 £      |
| 1502, Michaelis-Michaelis | 19.500 Stück, Wert 244 £ |
| 1512–1313                 | 5.680 Stück              |
| 1536, Michaelis-Michaelis | 578 Stück                |
| 1546, Michaelis-Michaelis | 2.200 Stück, Wert 137 £  |